# Murcia biarea
Murcia biarea är en kvalsterart som först beskrevs av Gjelstrup och Solhøy 1994.  Murcia biarea ingår i släktet Murcia och familjen Ceratozetidae. Inga underarter finns listade i Catalogue of Life.